# Гираут де Калансон
Гираут де Калансон (фр. Guiraut de Calanson) — трубадур начала XIII века, временные рамки творчества ок.1202 — 1212 гг., родом из Гаскони. Писал на окситанском языке.
Гираут часто присутствовал при дворах Кастилии, Леона и Арагона. Единственный написанный им плач (planh) посвящён Фердинанду (1189—1211), наследнику короля Кастилии Альфонса III, умершему от болезни в походе на мавров.
Оставил ряд лирических стихотворений (около десятка) и «Fadet juglar» — шуточное руководство (Ensenhamen) для странствующего певца и фокусника (жонглёра) (издано в «Denkmaler der provenzalischen Literatur» Bartsch’a) — содержит перечисление литературных произведений, тем и героев, характерных для этой эпохи.